# کوروشیو، کوچی
کوروشیو (به ژاپنی: 黒潮町) شهری در استان کوچی واقع در غرب ژاپن است که در مجاورت اقیانوس آرام قرار دارد.
خوراک محلی «تاتاکی» شهر کوروشیو که از ماهی تُن جهنده تهیه می‌شود، دارای شهرت است.